# Al-Qifti
Al-Qifṭi, o Ibn al-Qifti (in arabo جمال الدين أبو الحسن علي بن يوسف القفطي‎?, Jamāl al-Dīn Abū l-Ḥasan ʿAlī b. Yūsuf b. Ibrāhīm b. ʿAbd al-Wāḥid al-Shaybānīi; Qifṭ, 1172 – 1248), è stato uno scrittore e storiografo arabo ricordato oggi, principalmente per la sua Kitāb ikhbār al-ʿulamāʾ bi-akhbār al-ḥukamāʾ.

## Biografia
Nato nell'Alto Egitto, studiò al Cairo, spostandosi poi a Gerusalemme e quindi ad Aleppo, dove scrisse la maggior parte delle sue opere. 
Sono noti i titoli di ventisei sue opere, delle quali soltanto due sono pervenute ai nostri giorni:  
- Kitāb ikhbār al-ʿulamāʾ bi-akhbār al-ḥukamāʾ, spesso indicato semplicemente come Taʾrīkh al-ḥukamāʾ (Storia dei medici), esistente in un'epitome di al-Zawzanī (scritta nel 1249). Essa contiene 414 biografie di medici, filosofi e astronomi.
- Inbāh al-ruwāt ʿalā anbāh al-nuḥāt contenente circa 1.000 biografie di studiosi musulmani.[1]

Esistono anche alcuni frammenti dell'opera postuma Akhbār al-Muḥammadīn min al-shuʿarāʾ (Ms. Paris Arab. 3335). 
Le opere andate perdute trattavano per lo più di storiografia, tra cui una storia del Cairo, una storia dei Selgiuchidi, e le storie della dinastia mirdaside, buwayhide, di Maḥmūd b. Sabuktagīn, del Maghreb e dello Yemen.